# Alto Jequitibá
Alto Jequitibá – miasto i gmina w Brazylii, w stanie Minas Gerais. Znajduje się w mikroregionie Manhuaçu. 

## Geografia
Miasto położone w pobliżu Pico da Bandeira, trzeciego najwyższego szczytu Brazylii. Jest w południowo-wschodniej Brazylii w strefie buszu.

## Demografia
Miasto jest jednym  z nielicznych w Minas Gerais z większością protestancką, głównie prezbyterianie.